# Троглав
Троглав (босн. и хорв. Troglav) — гора в северной части Динарского нагорья, располагается на границе Боснии и Герцеговины и Хорватии.
Высота над уровнем моря — 1913 м. Как и высшая точка Словении, Троглав назван в честь славянского божества, чьё имя означает «трёхголовый».
Геологически гора сложена из карстов, на северо-востоке множество больших карстовых пещер. До высоты 1100—1500 м склоны покрыты широколиственным лесом, в основном, дубовым и грабовым. Также встречаются ель и сосна. Выше склоны покрыты субальпийскими лугами. Растительный и животный миры практически не отличаются от флоры и фауны остального Динарского нагорья.